# Eritrean Airlines
Az Eritrean Airlines (IATA: B8, ICAO: ERT, Hívójel: ERITREAN) Eritrea nemzeti légitársasága. Az eritreai kormány tulajdonában álló légitársaság az Aszmarai nemzetközi repülőtérről üzemelteti a járatait. A légitársaság 2008-től nem üzemeltetett menetrend szerinti járatokat, csak évente néhány alkalommal amikor a mekkai zarándoklat volt. Azonban a vállalat 2011-ben új vezetés alatt újraindult. 2011-ben a magántulajdonban lévő Nasair egyesült a kormány tulajdonában álló Eritrean Airlines légitársasággal és létrehozták a Nasair Eritrea légitársaságot. Az Eritrean Airlines 2012. december 4-e óta fenn van az Európai Unióból kitiltott légitársaságok listáján.

## Története
A légitársaságot 1991 májusában hozták létre, és földi kiszolgálóként működött az Aszmarai nemzetközi repülőtéren, illetve az Asszabi nemzetközi repülőtéren és a Masszavai nemzetközi repülőtéren. Emellett más légitársaságok eritreai járatainak az értékesítési ügynökségeként is működött. 2002 májusában eldöntötték, hogy járatokat fognak indítani. 2003 áprilisában, egy 14 éves, korábban EgyptAir tulajdonában álló, Boeing 767-300ER típusú repülőgépet béreltek a Boeingtől, és létrehoztak egy útvonalat Aszmara és Amszterdam között. Ez volt az első repülőgép, amely a légitársaság tulajdonába került. A repülőgép a Queen Bee becenevet kapta. A Boeing 767-es repülőgépet egy Airbus A320 típusú repülőgéppel cseréltek le 2006-ban, amelyet pedig egy Boeing 757-es repülőgép cserélt le 2007-ben. Ezután a Boeing 757-es repülőgépet egy McDonnell Douglas MD–80-as típusú repülőgépre cserélték le.
2003 áprilisában az Eritrean Airlines új járatokat indított Aszmarából Frankfurtba, Milánóba, Nairobiba és Rómába. 2004-ben a légitársaság Amszterdamba is indított járatot és 2005-ben létrehoztak egy útvonalat Dzsibuti és Dubaj között. Eközben megszüntették az Aszmara-Nairobi járatot. 2006-ra megszüntették az amszterdami útvonalukat, míg a milánói járat továbbra is szezonális maradt. 2006. szeptember 21-én az Eritrean Airlines egy szerződést kötött a pakisztáni kormánnyal, amely szerint a légitársaság járatokat indít Eritrea és Pakisztán között. A vállalat engedélyt kapott a Pakisztáni Polgári Légiközlekedési Hatóságtól, hogy heti két járatot indítson Karacsiba és Lahorba. Végül a légitársaság Dubaj érintésével hetente négyszer indított járatokat mindkét útvonalon.
A légitársaság 2008-ban bejelentette hogy egy szezonális járatot indít Bamakóba, a mekkai zarándoklatra tartó utazók számára. A Dzsibutiba tartó járatokat 2008-ban megszüntették, a két ország közötti határ mentén kiújult feszültségek miatt és 2009 nyarán megszüntették a frankfurti járatot is.
2011 júniusában az eritreai külügyminisztérium egyik magas rangú tisztviselője azt mondta, hogy az Amerikai Egyesült Államok kormánya nyomást gyakorolt a vállalatokra, hogy ne adjanak bérbe repülőgépeket Eritreának. A tisztviselő továbbá kijelentette, hogy az USA az Eritrea elleni szankciók szigorítására irányuló ellenséges törekvései részeként folyamodik ilyen jogellenes lépésekhez.
Az Eritrean Airlines 2011. július 16-án indult újra. A légitársaság egy új arculatot vezetett be az első Airbus A320-as repülőgépén, amelyet a Dubaj és Lahor közötti járaton használtak először. Ugyanezen év októberében egy második Airbus A320-as repülőgépet szállítottak ki a vállalathoz, és egy járatot indítottak Karacsiba. A légitársaság a belföldi járatainak a visszaállítását is tervezte, amint a cég Dornier flottája repülőképes nem lesz. A vállalat hosszú távú tervei között szerepelhet olyan széles törzsű repülőgépek beszerzése, mint az Airbus A330-as, valamint az A320-as repülőgépeket felváltó új Boeing 737-es repülőgépek beszerzése.
2012. december 4-e óta, az Eritrean Airlines az Európai Unióból kitiltott légitársaságok listáján van.

## Célállomások

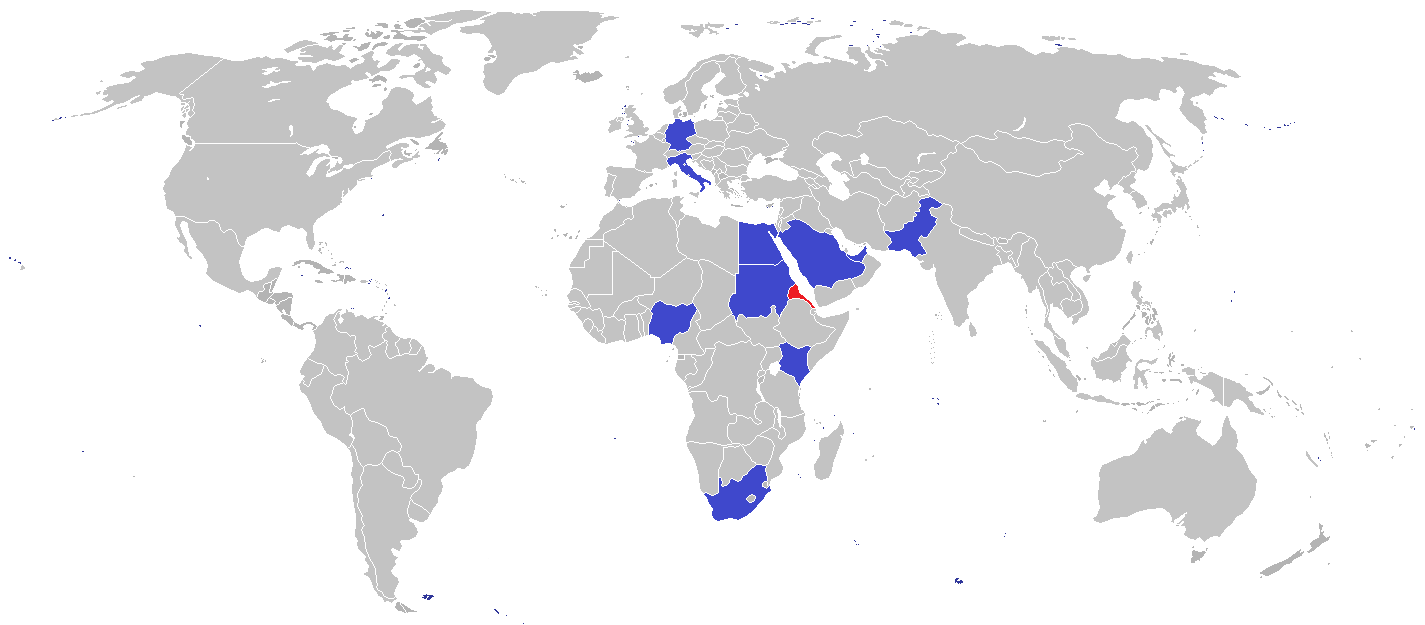
Az Eritrean Airlines úticéljai

2020 januárjában az Eritrean Airlines a következő célállomásokra indított járatokat:

## Flotta

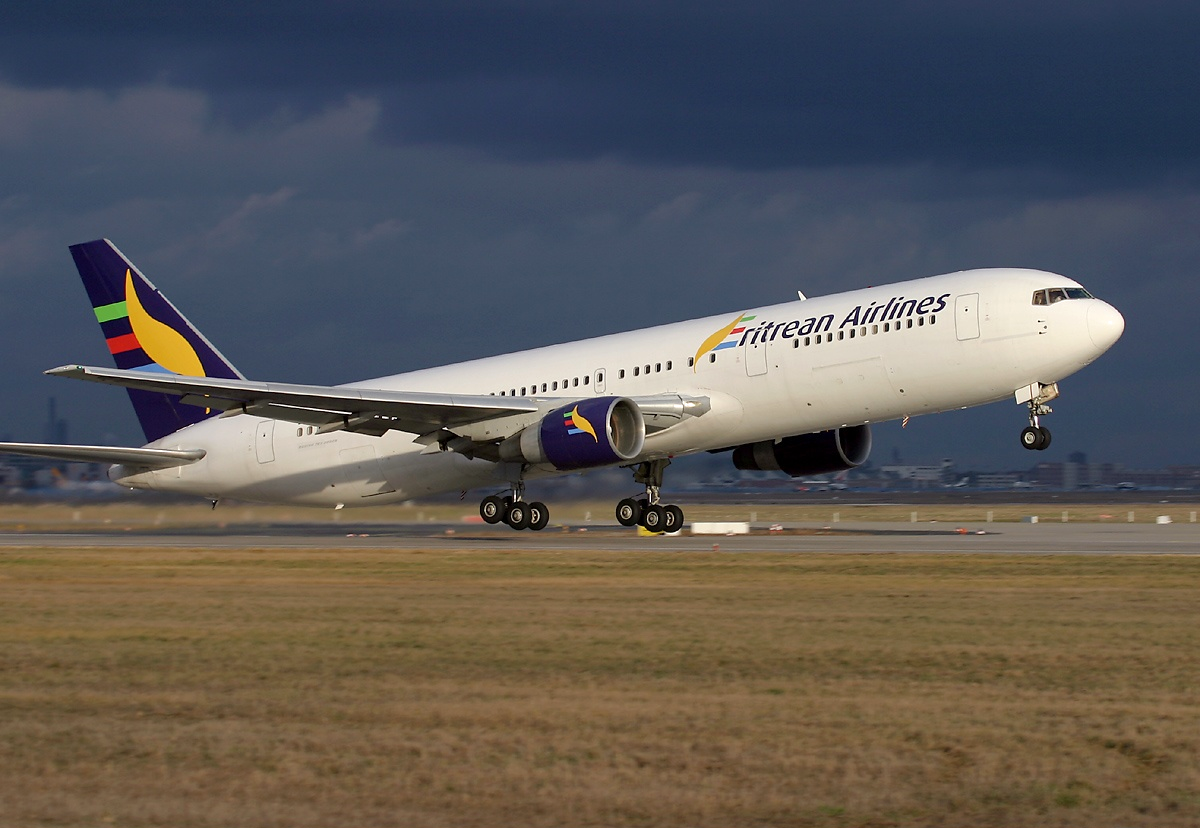
Az Eritrean Airlines Queen Bee becenevű Boeing 767-300ER típusú repülőgépe a frankfurti repülőtéren 2004-ben.

### Jelenlegi flotta
Az Eritrean Airlines flottája 2020 júliusában egy Boeing 737-300-as repülőgépből állt. A légitársaságnak elméletileg további hat Dornier repülőgépe van, amelyeket Eritreában tárolnak.

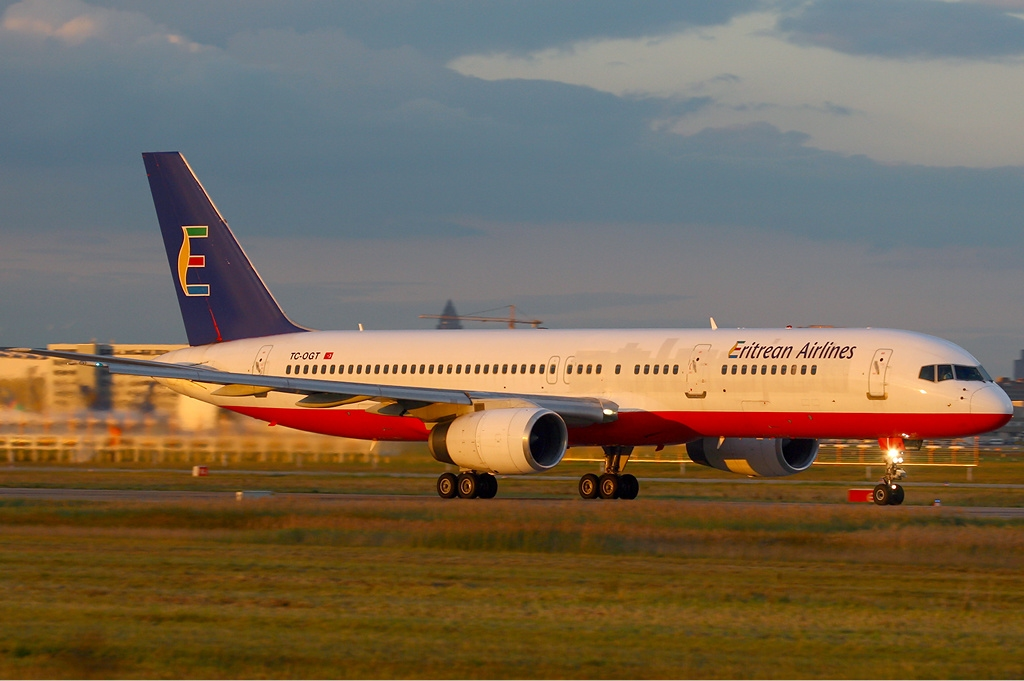
Az Eritrean Airlines Boeing 757-es repülőgépe

### Korábbi flotta
A légitársaság korábban a következő repülőgépeket üzemeltette:
- Airbus A319-100
- Airbus A320-200
- Boeing 737-200
- Boeing 757-200
- Boeing 767-200ER
- Boeing 767-300ER
- McDonnell Douglas MD–80

## Fordítás
Ez a szócikk részben vagy egészben  az   Eritrean Airlines című angol Wikipédia-szócikk ezen változatának fordításán alapul.  Az eredeti cikk szerkesztőit annak laptörténete sorolja fel. Ez a jelzés csupán a megfogalmazás eredetét és a szerzői jogokat jelzi, nem szolgál a cikkben szereplő információk forrásmegjelöléseként.